# Suzanne Porte
Suzanne Porte, född 21 mars 1901 i Paris, död där 14 januari 1985, var en fransk friidrottare med löpgrenar som huvudgren. Porte var flerfaldig fransk mästare och blev guldmedaljör vid de andra Internationella damspelen i friidrott 1922 och var en pionjär inom damidrott.

## Biografi
Suzanne Porte föddes i mellersta Frankrike, i ungdomstiden var hon aktiv friidrottare och gick med i kvinnoidrottsföreningen "Académia Sport" (grundad 1916) i Paris. Hon tävlade främst i medel- och långdistanslöpning men även i kastgrenar.
1919 deltog hon i sina första franska mästerskap (Championnats de France d'Athlétisme - CFA) då hon slutade på en 6.e plats i kulstötning vid tävlingar 29 juni på Jean-Bouinstadion i Paris.
1920 deltog hon i sin första tävling i terränglöpning då hon slutade på en 4.e plats vid tävlingar 21 mars i Antony, vid franska mästerskapen 4 juli samma år tog hon guldmedalj i löpning 1000 meter, silvermedalj i kulstötning och längdhopp samt bronsmedalj i spjutkastning.
1921 deltog hon i Damolympiaden 1921 i Monte Carlo där hon tog bronsmedalj i löpning 250 meter. Senare samma år blev hon åter fransk mästare i löpning 1000 meter vid tävlingar 19 juni på Stade du Métropolitan i Colombes, vid samma tävling tog hon en 4.e plats i spjutkastning.
Porte deltog även i Damspelen 1922 i Monte Carlo där hon tog guldmedalj i löpning 800 meter, senare samma år tog hon silvermedalj i löpning 1000 meter vid de franska mästerskapen 25 juni åter på Stade du Métropolitan i Colombes.